# San Martín 344
San Martín 344 es una torre de oficinas que se encuentra en el centro financiero de la ciudad de Buenos Aires.
El edificio fue proyectado por el estudio de arquitectura Mario Roberto Álvarez y Asociados, y construido entre 1992 y 2003 por su comitente, la compañía RAGHSA que también es propietaria de la torre, cuyas oficinas son alquiladas. Se trató de una obra muy demorada que comenzó estando a cargo del estudio Pfeifer-Zurdo, se vio paralizada por el efecto Tequila y recién tomó velocidad en el año 2000. El estudio de los arquitectos René Iannuzzi y Gualter Colombo se hizo cargo de la dirección de la obra, Obras Metálicas S.A. proveyó las estructuras y el vidrio para el muro cortina de la fachada fue fabricado por la firma Peter Müller de Houston (Estados Unidos). Un accidente laboral ocurrió durante la obra, cuando el 2 de octubre de 2000 tres obreros fallecieron al caer en un montacargas desde el piso 24 de la estructura.
San Martín 344 es una torre de perímetro libre y 122 metros de altura que rompe con el tejido y la escala características del centro porteño, donde las calles son angostas y los edificios de menor altura. Por ello se decidió aplicar un retiro de 9 metros con respecto a la línea de fachadas, brindando una plaza seca de acceso y una mayor perspectiva, a la vez que se resalta el vecino Museo Mitre (una antigua vivienda colonial de dos plantas). Posee tres subsuelos de estacionamiento, una planta baja de acceso y conexión con la galería comercial, y 30 pisos de oficinas y servicios. Está servida por dos baterías de cuatro ascensores, una de las cuales circula hasta el piso 14, y la segunda desde el 15 al 30. Esta solución ya había sido aplicada por Álvarez en la torre Intercontinental Plaza. 
Pero los detalles más representativos de San Martín 344 son su fachada, adonde se intercalan franjas de vidrio opaco y bloques de granito sierra chica con textura similar a piedra pómez; y su remate inclinado que exagera la perspectiva cuando se lo ve desde el nivel de la calle, haciendo parecer más alta al edificio.

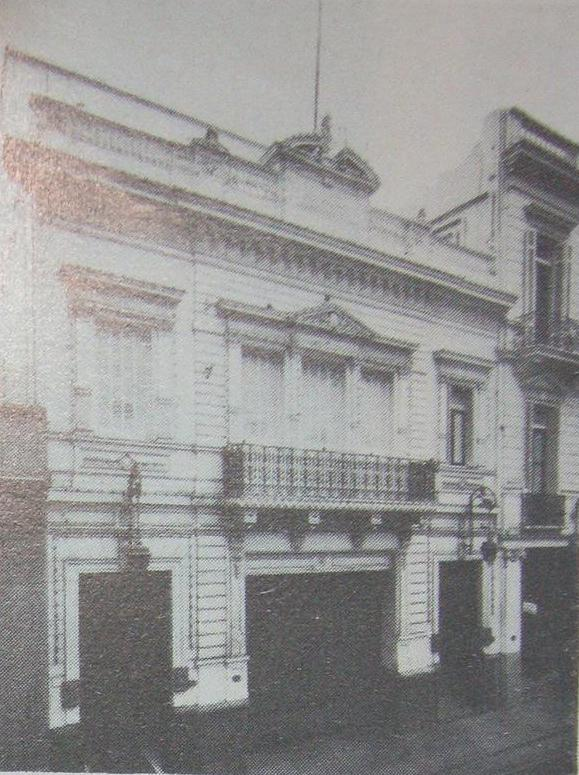
Antiguo edificio del diario "La Nación".

La torre forma parte de un complejo que incluye un segundo edificio de siete plantas y una galería comercial con acceso por la calle Florida, que funciona como sucursal de la tienda Falabella, llamada Galería Mitre. El espacio del conjunto se generó unificando los terrenos que antes ocupaban dos antiguos edificios adyacentes pertenecientes al diario La Nación: el de la calle San Martín fue demolido totalmente para dar lugar a la torre, y del de la calle Florida se conservó su fachada neocolonial, perdiendo sin embargo todos sus interiores originales.